# Décès en juillet 1987
Décès
- 1983
- 1984
- 1985
- 1986
- 1987
- 1988
- 1989
- 1990
- 1991

Pour une information complémentaire, voir la page d'aide.

| Date       | Nom                 | Activités                                                                         | Âge | Source |
| ---------- | ------------------- | --------------------------------------------------------------------------------- | --- | ------ |
| 3 juillet  | Chuta Kimura        | peintre japonais                                                                  | 70  |        |
| 8 juillet  | Franjo Wölfl        | footballeur international croate et yougoslave et sélectionneur de la Yougoslavie | 69  |        |
| 15 juillet | Alfie Bass          | acteur anglais                                                                    | 71  |        |
| 20 juillet | Richard Egan        | acteur américain                                                                  | 65  |        |
| 20 juillet | Alexander Wood      | footballeur international américain                                               | 80  |        |
| 22 juillet | Henry Tayali        | peintre, graveur, sculpteur, conteur et conférencier zambien                      | 43  |        |
| 23 juillet | DeVeren Bookwalter  | acteur et réalisateur américain                                                   | 47  |        |
| 23 juillet | Henry Tayali        | peintre, graveur, sculpteur, conteur et conférencier zambien                      | 43  |        |
| 26 juillet | Mario Radice        | peintre italien                                                                   | 88  |        |
| 28 juillet | Louis Monboucher    | footballeur français                                                              | 66  |        |
| 31 juillet | Narciso Soldan      | footballeur italien                                                               | 59  | (it)   |
| 31 juillet | Aleksandar Petrović | footballeur international yougoslave devenu entraîneur                            | 72  |        |